# Colector

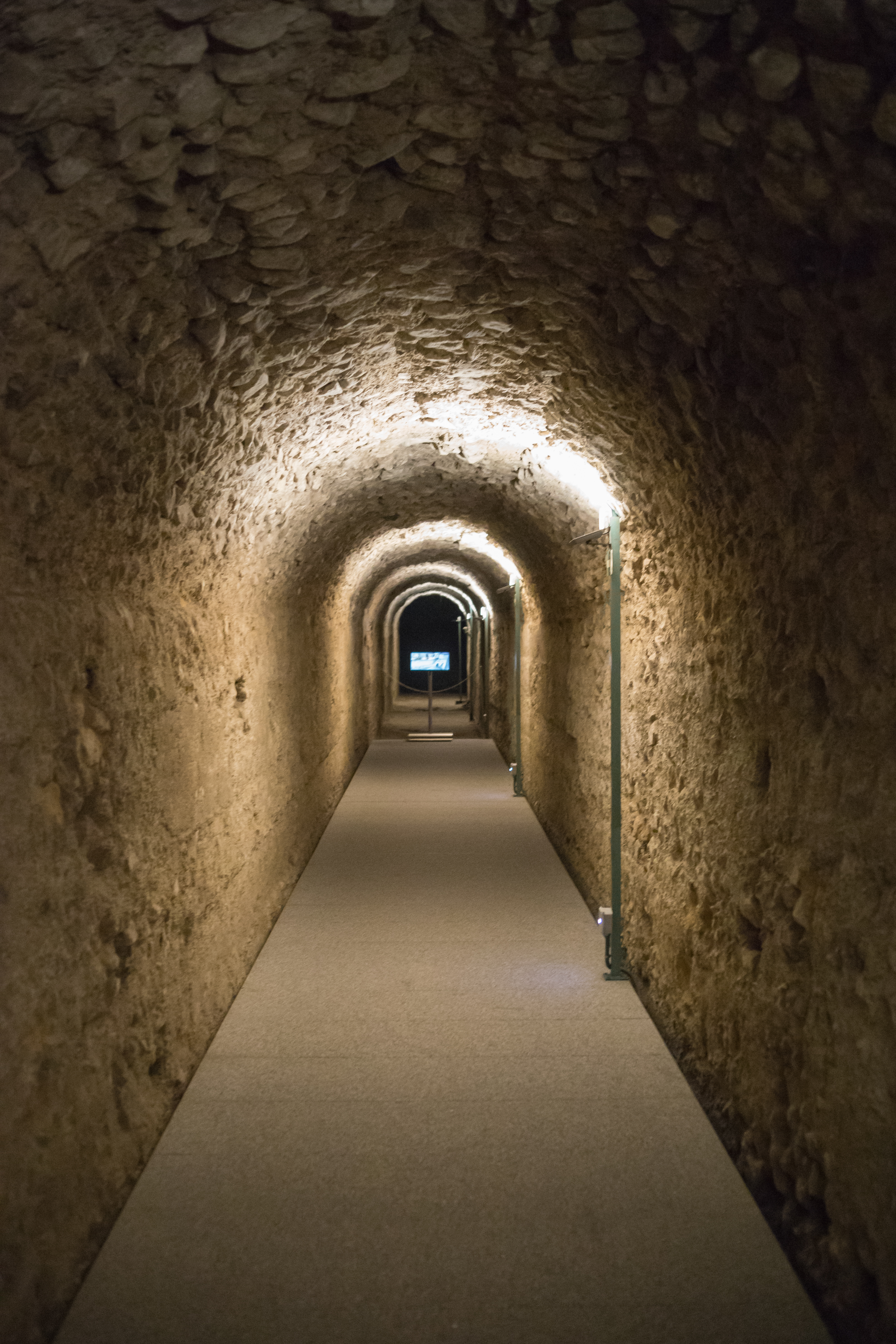
Cloaca de la antigua Caesaraugusta (Museo del Foro de Caesaraugusta de Zaragoza)

Se denomina colector o cloaca al sistema subterráneo de tuberías o túneles para transportar aguas residuales desde casas y edificios comerciales hacia una planta de tratamiento o eliminación de aguas residuales. Se construye bajo tierra, a menudo al medio de las calles importantes, de manera que cada una de las viviendas de esa vía puedan conectarse para la evacuación apropiada de las aguas residuales. Los colectores conducen las aguas hasta un colector principal o interceptor que llevará las aguas hasta una estación depuradora o en su defecto las verterá al medio natural.
Cada conexión perteneciente a una vivienda se llama acometida o toma domiciliaria. Esta comprende la tubería que va desde el pozo intradós o desde la cámara de inspección final de la vivienda hasta el colector.

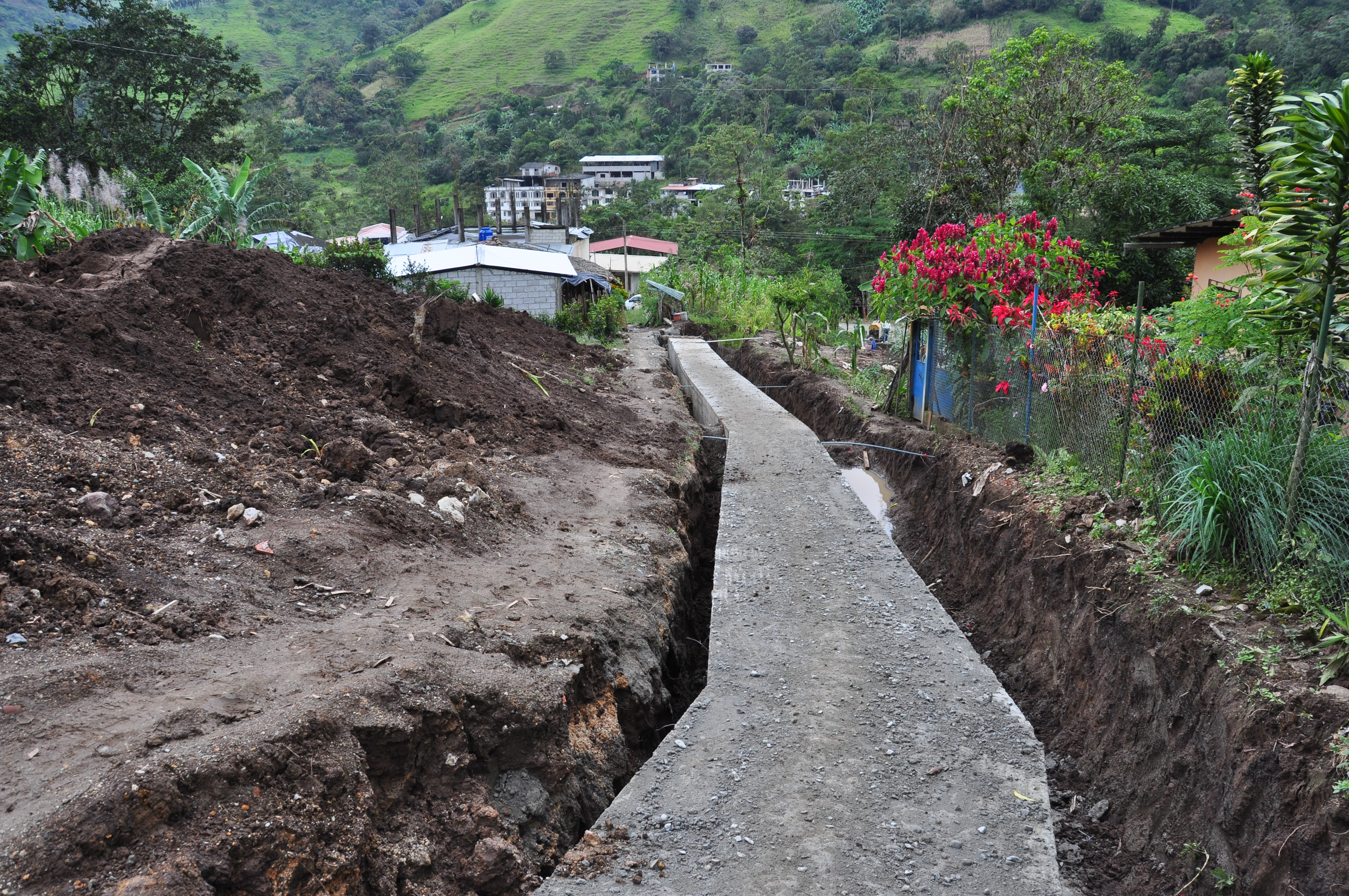
Colector recién construido en una zona rural, antes de ser cubierto para quedar bajo la superficie. Por su interior transcurren las aguas sanitarias y/o pluviales

Tanto los colectores como las uniones domiciliarias deben proyectarse con cierta pendiente para permitir el flujo de las aguas por gravedad, pero nunca extrema, para evitar velocidades excesivas y riesgo de erosión. Así mismo, sus juntas deben ser herméticas para evitar filtraciones de aguas residuales al terreno y para impedir el ingreso del agua de lluvia, las infiltraciones del terreno circundante o la introducción de raíces. Por otra parte, deben ser lisas a fin de que no se produzcan obstrucciones por acumulación de pelos, telas, pañales y otras elementos habitualmente arrojados al alcantarillado, a pesar de estar prohibido.
El libre flujo del agua dentro de las uniones domiciliarias y colectores se verifica habitualmente por medio de la prueba de la bola, artefacto que debe discurrir sin inconvenientes desde el sitio en que se introdujo hasta donde se está efectuando el examen.
Es indispensale que el diseño y la construcción de estas instalaciones los realicen  profesionales o técnicos autorizados.